# Sovrattassa
La sovrattassa è nota nel diritto tributario come prelievo patrimoniale coattivo di connotazione sanzionatoria differente rispetto agli interessi moratori e alla pena pecuniaria, benché non sia stata oggetto di studio e approfondimento giuridico da parte della dottrina riguardo alla sua funzione nell'ambito del sistema sanzionatorio tributario. Per una parte della dottrina e per la prevalente giurisprudenza, comunque, la sovrattassa è la prestazione che integra il tributo con lo scopo di esortare il contribuente ad osservare con maggiore precisione e scrupolo gli obblighi che se inosservati portano ad un illecito e con l'obiettivo di risarcire il danno prodotto all'Erario dall'inosservanza degli stessi obblighi.

## Descrizione
La sovrattassa è nota nel diritto tributario come prelievo patrimoniale coattivo di connotazione sanzionatoria differente rispetto agli interessi moratori e alla pena pecuniaria, benché non sia stata oggetto di studio e approfondimento giuridico da parte della dottrina riguardo alla sua funzione nell'ambito del sistema sanzionatorio tributario. Il legislatore da parte sua con una regolamentazione spesso disordinata e scollegata non ha collaborato per la ricerca di una definizione univoca di sovrattassa. Per una parte della dottrina e per la prevalente giurisprudenza, comunque, la sovrattassa è la prestazione che integra il tributo con lo scopo di esortare il contribuente ad osservare con maggiore precisione e scrupolo gli obblighi che se inosservati portano ad un illecito e con l'obiettivo di risarcire il danno prodotto all'Erario dall'inosservanza degli stessi obblighi.
Avendo presente il Testo Unico (Decreto del presidente della Repubblica 29 Gennaio 1958, n. 645, in materia di "Approvazione del testo unico delle leggi sulle imposte dirette") si può notare come la sovrattassa non punisca alcuna violazione in materia di accertamento delle imposte sui redditi e abbia una limitata applicazione, invece, riguardo agli illeciti previsti in materia di riscossione delle stesse imposte. In ambito di imposta di registro il funzionamento della sovrattassa è stata decisamente ristretta nonostante fosse una frequente misura punitiva. Nella disciplina di tasse automobilistiche si è verificato, invece, un cambiamento di direzione nel 1978 (Legge 24 Gennaio 1978, n. 27, in materia di "Modifiche al sistema sanzionatorio in materia di tasse automobilistiche") prevedendo la sovrattassa come sostituto della pena pecuniaria come sanzione per le trasgressioni di dato tributo. Questo avviene per le presentazioni integrative dei redditi oltre il termine di scadenza e per la regolarizzazione di adempimenti irregolarmente eseguiti od omessi ai fini di IVA.

## Natura giuridica
La Legge 7 gennaio 1929, n. 4, articolo 5, in materia di "Norme generali per la repressione delle violazioni delle leggi finanziarie" sancisce che per le violazioni prevedute negli articoli 2 e 3 della medesima legge le leggi finanziarie possono statuire che il trasgressore sia obbligato al pagamento di una sovrattassa a favore dello Stato, in aggiunta alle sanzioni indicate. La determinazione della sovrattassa è prevista dalla legge in una somma fissa corrispondente all'importo del tributo, ad una frazione o ad un multiplo di esso.
Sarebbe da negare l'assimilazione della sovrattassa alla pena pecuniaria in quanto i principi e i criteri seguiti per l'irrogazione delle sanzioni sono completamente differenti. Sembrerebbe anche da respingere anche la tesi di parte della giurisprudenza di equiparare la sovrattassa al tributo visto la presenza nella normativa vigente la presenza sia della sovrattassa che del tributo. Nella stessa maniera non è accettabile l'accostamento con la clausola penale visto che quest'ultima ha natura convenzionale, si tratta di una prestazione accessoria rispetto all'obbligazione principale collegata ad un inadempimento colpevole, quando la sovrattassa, invece, è caratterizzata dalla circostanza che si presenti come conseguenza ope legis dell'omesso o ritardato adempimento di un obbligo.

### Tesi della natura amministrativa
Alcuni autori sostengono la natura amministrativa della sovrattassa fondando la tesi sul significato letterale della Legge sopracitata 7 gennaio 1929, n. 4 art. 4 e 5 evidenziando il fatto, che in tali testi normativi, la sovrattassa e la pena pecuniaria sono previste come sanzioni per gli illeciti che non costituiscono reato. In tal senso si è espressa la Corte di cassazione evidenziando che l'attuazione della sovrattassa è conseguente al manifestarsi delle condizioni previste dalla legge, autonomamente dalla colpevolezza del trasgressore.

### Tesi della natura civile
Per coloro che sostengono la tesi della natura civilistica della sovrattassa è importante ritenere che con la norma sopracitata si sia voluto soltanto distinguere la categoria dell'illecito penale da quello non penale. Per ciò che riguarda, invece, la totale mancanza di rapporto tra danno effettivo ed entità della prestazione pecuniaria della sovrattassa, è da reputare che la funzione della sovrattassa non possa essere considerata come ripristino dell'equilibrio patrimoniale pregiudicato in conseguenza della violazione. Altro elemento richiamato da coloro che sostengono questa tesi è l'attribuzione di obbligazione civile la quale è da interpretare secondo il senso tecnico. Anche nelle ipotesi in cui la sovrattassa è prevista come unica sanzione non può essere considerata di natura amministrativa, vista la manifesta impossibilità di aggiudicare alla misura punitiva presa in esame la stessa funzione che viene attribuita agli interessi moratori. Da ricordare che in questa tendenza si è espressa anche la Corte Costituzionale. Essa, infatti, individua nella particolare previsione normativa la volontà di colpire l'inerzia del contribuente.

## Conclusioni
Le soluzioni trovate dalla dottrina risultano poco soddisfacenti in quanto si è focalizzata soltanto sulla differenza tra la tesi amministrativa e quella civile. Le difficoltà si presentano anche per una carenza di indagini approfondite per dare una definizione univoca di sovrattassa. Da sottolineare, a tal proposito, che anche la distinzione tra sanzioni penali o sanzioni amministrative, la linea di demarcazione non è individuata nella diversa natura degli obblighi la cui violazione costituisce reato. Infatti è possibile ravvisare nel diritto positivo obblighi che hanno stessa natura la cui violazione è punita con sanzioni sia amministrative che penali
Pertanto è opportuno effettuare la distinzione tra le fattispecie sanzionatorie attenendosi al nomen iuris della sanzione e non alla sua natura. Questo avviene in quanto è il legislatore a stabilire la pericolosità sociale dell'illecito e di conseguenza la sanzione da applicare alla quale l'interprete deve attenersi adottando il criterio giuridico-formale. Lo stesso può dirsi con riguardo alle sanzioni amministrative
Stabilito che sia infattibile proporre una definizione univoca la dottrina muove, infine, su un'altra direzione. Si annoverano, infatti, due categorie di sanzioni: le sanzioni amministrative propriamente dette e le pene amministrative. Ciò sulla base del presupposto che sia la legge a stabilire, per alcune sanzioni, un massimo ed un minimo; e invece per altre sanzioni prevedere una misura fissa e gli organi competenti all'irrogazione delle stesse. Con riguardo alle pene amministrative l'Amministrazione esercita un'attività priva di discrezionalità tipica delle sue funzioni. Dunque si ritiene che devono trovare attuazione i principi che operano nel diritto penale quando la sanzione amministrativa è disciplinata facendo appello ai criteri tipici dell'ordinamento penale.